# 1841 en architecture
| Années de l'architecture : 1838 - 1839 - 1840 - 1841 - 1842 - 1843 - 1844    |
| Décennies de l'architecture : 1810 - 1820 - 1830 - 1840 - 1850 - 1860 - 1870 |

Cet article présente les faits marquants de l'année 1841 en architecture.

## Réalisations

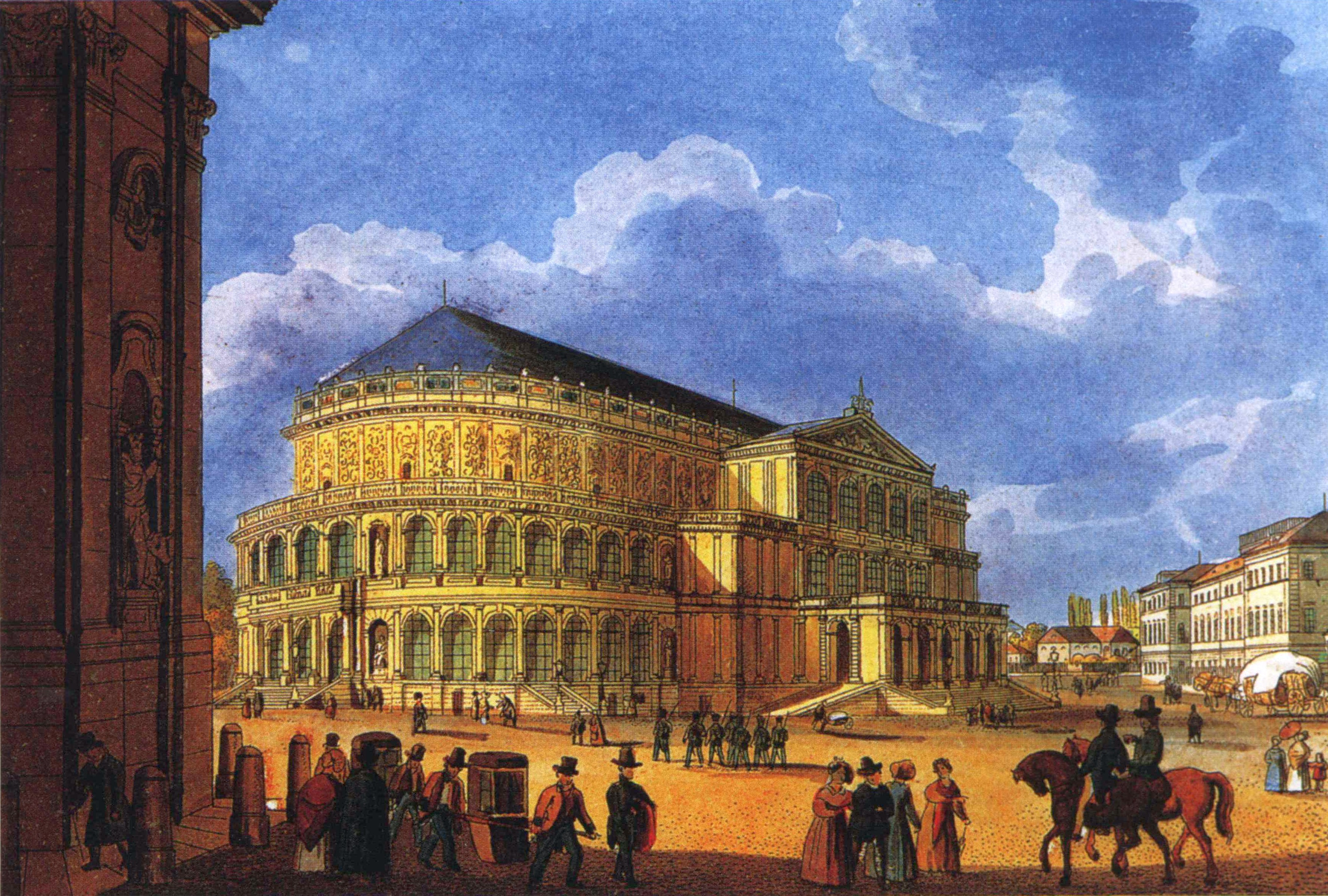
Le Semperoper original, à Dresde

- 13 avril : construction du Semperoper original, à Dresde, sur des plans de Gottfried Semper.
- Construction d'une seconde gare provisoire en maçonnerie, à l'emplacement de la future gare Saint-Lazare, par Alfred Armand.
- Restauration gothique de la cathédrale Saint-Pierre de Ratisbonne afin de gommer les interventions baroques entreprises entre 1613 et 1649, par exemple les fresques baroques sont retirées et la coupole baroque est démolie et remplacée par une voûte d'ogive (travaux commencés en 1828).

## Événements
- 24 avril : Squire Whipple obtient un brevet pour le pont bow-string[1].

- Russie : adoption officielle du style russo-byzantin de Thon dans la construction des églises et des bâtiments publics.

## Récompenses
- Royal Gold Medal : x.
- Prix de Rome : Alexis Paccard.

## Naissances
- 7 février : Auguste Choisy († 18 septembre 1909).
- 13 juillet : Otto Wagner († 11 avril 1918).
- Charles André († 1921).
- John Belcher († 1913).

## Décès
- 9 octobre : Karl Friedrich Schinkel (° 3 mars 1781).